# Kråkskäret
Kråkskäret är en ö i Finland. Den ligger i Bottenviken och i kommunen Nykarleby i den ekonomiska regionen  Jakobstadsregionen i landskapet Österbotten, i den västra delen av landet. Ön ligger omkring 61 kilometer nordöst om Vasa och omkring 400 kilometer norr om Helsingfors.
Öns area är 48 hektar och dess största längd är 1,5 kilometer i sydöst-nordvästlig riktning. I omgivningarna runt Kråkskäret växer i huvudsak blandskog.